# جاي بي أندرسون
جاي بي أندرسون (بالإنجليزية: J. P. Anderson)‏ هو لاعب هوكي الجليد أمريكي، ولد في 27 أبريل 1992 في تورونتو في كندا.

## وصلات خارجية
- جاي بي أندرسون على موقع دوري الهوكي الوطني (الإنجليزية)
- جاي بي أندرسون على موقع EliteProspects.com (الإنجليزية)
- جاي بي أندرسون على موقع HockeyDB.com (الإنجليزية)